# Jean-Luc Crétier
Jean-Luc Crétier (ur. 28 kwietnia 1966 w Albertville) – francuski narciarz alpejski, mistrz olimpijski.

## Kariera
Po raz pierwszy na arenie międzynarodowej Jean-Luc Crétier pojawił się w 1983 roku, podczas mistrzostw świata juniorów w Sestriere. Najlepsze wyniki osiągał w zjeździe i kombinacji, w obu przypadkach kończąc rywalizację na czwartym miejscu. W zawodach Pucharu Świata zadebiutował na początku sezonu 1988/1989. Pierwsze punkty w tym cyklu zdobył 22 grudnia 1989 roku w St. Anton am Arlberg, zajmując siódme miejsce w kombinacji. W tym sezonie punktował jeszcze dwukrotnie, w tym był szósty w kombinacji 15 stycznia 1989 roku w Kitzbühel. W klasyfikacji generalnej zajął 44. miejsce, a w klasyfikacji kombinacji był siódmy.
Na podium zawodów pucharowych po raz pierwszy stanął 18 grudnia 1993 roku w Val Gardena, gdzie był trzeci w zjeździe. W zawodach tych wyprzedzili go jedynie Austriak Patrick Ortlieb oraz Daniel Mahrer ze Szwajcarii. W kolejnych latach jeszcze cztery razy plasował się w najlepszej trójce, za każdym razem w zjeździe: 29 stycznia 1994 roku w Chamonix, 4 grudnia 1997 roku w Beaver Creek i 17 stycznia 1998 roku w Wengen był drugi, a 23 stycznia 1998 roku w Kitzbühel zajął trzecie miejsce. Najlepsze wyniki osiągnął w sezonie 1997/1998, który ukończył na osiemnastej pozycji w klasyfikacji generalnej i piątej w klasyfikacji zjazdu. Nigdy nie zwyciężył w zawodach Pucharu Świata, był za to pięciokrotnym mistrzem kraju: w supergigancie w 1989 roku oraz w zjeździe i kombinacji w latach 1991 i 1993.
W 1988 roku wystartował na igrzyskach olimpijskich w Calgary, zajmując szóste miejsce w kombinacji. W tej samej konkurencji zajął czwarte miejsce podczas rozgrywanych cztery lata później igrzysk olimpijskich w Albertville, przegrywając walkę o podium ze Steve’em Locherem ze Szwajcarii o 0,81 pkt. Bez medalu wrócił również z igrzysk w Lillehammer w 1994 roku, gdzie zajął 24. miejsce w zjeździe, a w kombinacji został zdyskwalifikowany. Największy sukces w karierze osiągnął na igrzyskach olimpijskich w Nagano w 1998 roku, gdzie zwyciężył w biegu zjazdowym. Wyprzedził tam bezpośrednio Lasse Kjusa z Norwegii i Austriaka Hannesa Trinkla. Został tym samym pierwszym Francuzem od 30 lat, który zdobył złoty medal olimpijski w tej konkurencji (podczas ZIO 1968 w Grenoble najlepszy był Jean-Claude Killy). Kilkakrotnie startował na mistrzostwach świata, najlepszy wynik osiągając podczas MŚ w Saalbach-Hinterglemm w 1991 roku, gdzie rywalizację w supergigancie zakończył na jedenastej pozycji.
Zakończył karierę w grudniu 1998 roku po poważnym wypadku na trasie zjazdu w Val Gardena. Po zakończeniu kariery został biznesmenem, pracował także jako komentator dla francuskiej stacji radiowej RMC.
Jego kuzynka, Danièle Debernard, również uprawiała narciarstwo alpejskie.

## Osiągnięcia

### Igrzyska olimpijskie
| Miejsce | Dzień     | Rok  | Miejscowość | Konkurencja | Czas biegu  | Strata     | Zwycięzca           |
| ------- | --------- | ---- | ----------- | ----------- | ----------- | ---------- | ------------------- |
| 6.      | 17 lutego | 1988 | Calgary     | Kombinacja  | 36,55 pkt   | +26,43 pkt | Hubert Strolz       |
| DSQ     | 27 lutego | 1988 | Calgary     | Slalom      | 1:39.47 min | -          | Alberto Tomba       |
| 4.      | 11 lutego | 1992 | Albertville | Kombinacja  | 14,58 pkt   | +4,39 pkt  | Josef Polig         |
| 24.     | 16 lutego | 1992 | Albertville | Supergigant | 1:13,04 min | +3,32 s    | Kjetil André Aamodt |
| 24.     | 13 lutego | 1994 | Lillehammer | Zjazd       | 1:45,75 min | +1,52 s    | Tommy Moe           |
| DSQ     | 15 lutego | 1994 | Lillehammer | Kombinacja  | 3:17,53 min | -          | Lasse Kjus          |
| 25.     | 12 lutego | 1998 | Nagano      | Kombinacja  | 3:08,06 min | +3,13 s    | Mario Reiter        |
| 1.      | 13 lutego | 1998 | Nagano      | Zjazd       | 1:50,11 min | -          | -                   |

### Mistrzostwa świata
| Miejsce | Dzień       | Rok  | Miejscowość   | Konkurencja | Czas biegu  | Strata  | Zwycięzca           |
| ------- | ----------- | ---- | ------------- | ----------- | ----------- | ------- | ------------------- |
| 11.     | 23 stycznia | 1991 | Saalbach      | Supergigant | 1:26,73 min | +2,71 s | Stephan Eberharter  |
| 35.     | 17 lutego   | 1996 | Sierra Nevada | Zjazd       | 2:00,17 min | +4,41 s | Patrick Ortlieb     |
| 16.     | 19 lutego   | 1996 | Sierra Nevada | Kombinacja  | 3:31,95 min | +8,91 s | Marc Girardelli     |
| 13.     | 6 lutego    | 1997 | Sestriere     | Kombinacja  | 3:10,40 min | +7,30 s | Kjetil André Aamodt |
| 15.     | 8 lutego    | 1997 | Sestriere     | Zjazd       | 1:51,11 min | +1,82 s | Bruno Kernen        |

### Mistrzostwa świata juniorów
| Miejsce | Dzień    | Rok  | Miejscowość | Konkurencja | Czas biegu  | Strata  | Zwycięzca        |
| ------- | -------- | ---- | ----------- | ----------- | ----------- | ------- | ---------------- |
| 4.      | 3 lutego | 1983 | Sestriere   | Zjazd       | 1:24,24 min | +1,09 s | Luc Alphand      |
| 19.     | 4 lutego | 1983 | Sestriere   | Slalom      | 1:36,81 min | +6,82 s | Rok Petrovič     |
| 26.     | 5 lutego | 1983 | Sestriere   | Gigant      | 2:15,25 min | +6,16 s | Johan Wallner    |
| 4.      | 5 lutego | 1983 | Sestriere   | Kombinacja  | ?           | ?       | Leonid Mielnikow |

### Puchar Świata

#### Miejsca w klasyfikacji generalnej
- sezon 1988/1989: 44.
- sezon 1989/1990: 59.
- sezon 1990/1991: 61.
- sezon 1991/1992: 55.
- sezon 1992/1993: 97.
- sezon 1993/1994: 38.
- sezon 1994/1995: 25.
- sezon 1995/1996: 94.
- sezon 1996/1997: 62.
- sezon 1997/1998: 18.
- sezon 1998/1999: 68.

#### Miejsca na podium zawodów
1. Val Gardena – 18 grudnia 1993 (zjazd) – 3. miejsce
2. Chamonix – 29 stycznia 1994 (zjazd) – 2. miejsce
3. Beaver Creek – 4 grudnia 1997 (zjazd) – 2. miejsce
4. Wengen – 17 stycznia 1998 (zjazd) – 2. miejsce
5. Kitzbühel – 23 stycznia 1998 (zjazd) – 3. miejsce